# Сибуки, Аяно
Аяно Сибуки (-Яэгаси) (яп. 渋木綾乃, англ. Ayano Shibuki; р. 29 марта 1941, Окая, префектура Нагано, Япония) — японская волейболистка, нападающая. Чемпионка летних Олимпийских игр 1964 года.

## Биография
Волейболом Аяно Сибуки начала заниматься в средней школе родного города Окая, после окончания которой была принята в команду «Ясико» из города Нагано, за которую выступала до окончания спортивной карьеры.
В 1962 году Сибуки в составе сборной Японии приняла участие в Азиатских играх в соревнованиях сразу по двум разновидностям волейбола — классической (6х6) и азиатской (9х9) и в обоих турнирах стала обладательницей золотых медалей. Через два года вошла в национальную команду на дебютной для волейбола Олимпиаде, проходившей в Токио и вновь выиграла высшую награду. При этом в составе сборной Сибуки была одной из двух волейболисток не из ведущей команды страны «Нитибо» (кроме неё ещё Масако Кондо). В конце 1964 года завершила игровую карьеру, как и большинство волейболисток сборной страны. 

### Клубная карьера
- …—1959 —  «Окая Хигаси Скул» (Окая);
- 1959—1964 —  «Ясика» (Нагано).

## Достижения

### Клубные
- серебряный призёр чемпионата Японии 1962.

### Со сборной Японии
- Олимпийская чемпионка 1964.
- двукратная чемпионка Азиатских игр 1962 (по классическому и азиатскому волейболу).